# Pablo de Azcárate y Flórez
Pablo de Azcárate y Flórez (Madrid, 1890 - Ginebra, 1971) va ser un polític, jurista, diplomàtic i historiador espanyol. Originari d'una família de gran tradició liberal, era nebot de Gumersindo de Azcárate i net de Patricio de Azcárate.
Va començar la seva carrera diplomàtica en la recentment formada Societat de Nacions, que va abandonar per actuar com a ambaixador del govern de la II República a Londres durant la Guerra Civil espanyola, la qual cosa el va obligar a exiliar-se.
Es va dedicar després a la cerca d'ajuda per als republicans que havien abandonat el país, a través del Servei d'Evacuació de Refugiats Espanyols (SERE). El 1948, va ser enviat per l'ONU com a comissionat per a la Treva a Palestina, i després va exercir com a secretari de la Comissió de Conciliació de l'ONU que entre 1949 i 1952 va buscar una solució al conflicte àrab-israelià.
Posteriorment es va retirar a Suïssa, on es va dedicar a escriure diversos llibres i assaigs basats en les seves experiències. Aquestes obres i els seus arxius particulars han estat utilitzats com a referència i es consideren d'un gran valor documental.

## Biografia

### Família i formació
Pablo de Azcárate formava part d'una família lleonesa de gran tradició liberal, arribada de Navarra el 1770. Era nebot de Gumersindo de Azcárate i net de Patricio de Azcárate. El seu pare, Cayo de Azcárate Menéndez (1852-1923), era un coronel d'enginyers liberal, que de 1912 a 1917 comandà el Regiment de Telègrafs d'El Pardo, (després anomenat Regiment de Transmissions núm. 21) que va estar destinat a Larache de 1914 a 1917, durant la Guerra del Rif. Després del naixement del seu darrer fill Justino va morir la seva esposa, Delfina Flórez, i Cayo es casà amb la seva cunyada, Eulalia Flórez. Malgrat residir a Madrid, la família Azcárate era originària de Lleó, on hi tenien una casa pairal, a Villimer, usada per Pablo a temporades.
Pablo es va formar en la Institución Libre de Enseñanza, d'acord amb la tradició liberal i republicana de la seva família. Després d'estudiar Dret a Madrid, i dins dels programes de la Junta d'Ampliació d'Estudis, va completar la seva formació a França i Anglaterra, on va començar la seva vocació internacionalista.
Va ser catedràtic de dret administratiu a la universitat de Santiago, on va obtenir plaça el 1918, època en la qual va iniciar la seva carrera política. El 1918 va ser triat diputat a Corts per la circumscripció de Lleó pel Partido Reformista de Melquíades Álvarez, influït per Lluís de Zulueta i Escolano i Manuel Azaña. Posteriorment continuà la seva càtedra a la Universitat de Granada fins que sol·licità l'excedència per a començar la seva carrera diplomàtica.

### Societat de Nacions

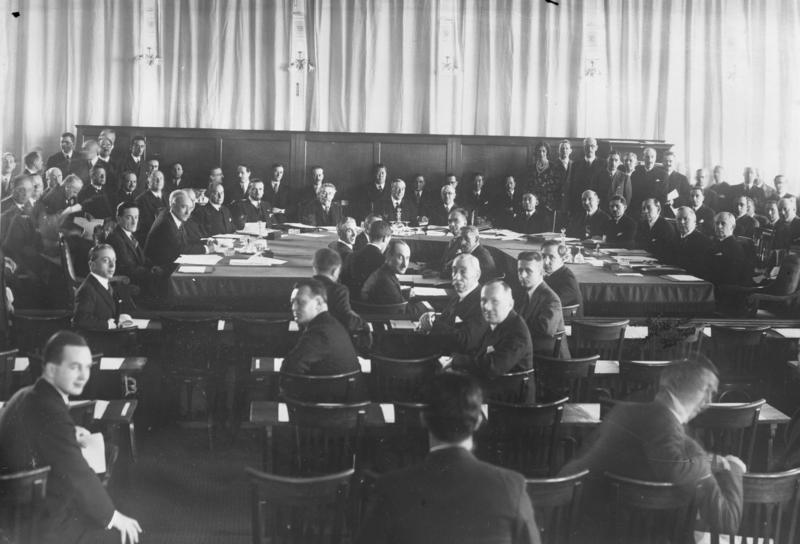
Reunió del Secretariat de la Societat de Nacions a Ginebra, gener de 1931.

El 1922 va entrar a formar part de la direcció tècnica de la Societat de Nacions, amb seu en Ginebra i creada el 1919 amb la finalitat d'establir les bases per a la pau mundial, sent nomenat el 1931 director del Departament d'Assumptes de Protecció de Minories Ètniques, substituint el diplomàtic noruec Erik Colban.
Ja el 1931 es va haver d'enfrontar als conflictes ètnics de l'Alta Silèsia, a la zona sota sobirania de la Segona República Polonesa: la important població d'origen alemany que hi vivia va denunciar el tracte que sofria. L'assumpte es va solucionar amb una tèbia condemna a la política polonesa de repressió, que no va acontentar Alemanya. En un àmbit similar, va abordar el 1932 el problema de la minoria székely o sícula, una ètnia d'identitat hongaresa situada en territori romanès. Per a això es va desplaçar a Romania, on es va entrevistar amb representants székely. Després d'estudiar el cas, el Comitè va decidir adoptar una solució de compromís, lliurant algunes terres en propietat als székely, encara que va ser considerada una solució a curt termini.
Aquests casos van fer madurar al seu cap alguns conceptes; esdevingué un ferm defensor de les minories i un any més tard denuncià que la Carta de les Nacions Unides no incloïa cap disposició que tractés el problema.
Encara que se mantingué en el càrrec fins al 1934, de 1933 a 1936 exercí com a Secretari General Adjunt de la Societat de Nacions.

### Guerra Civil

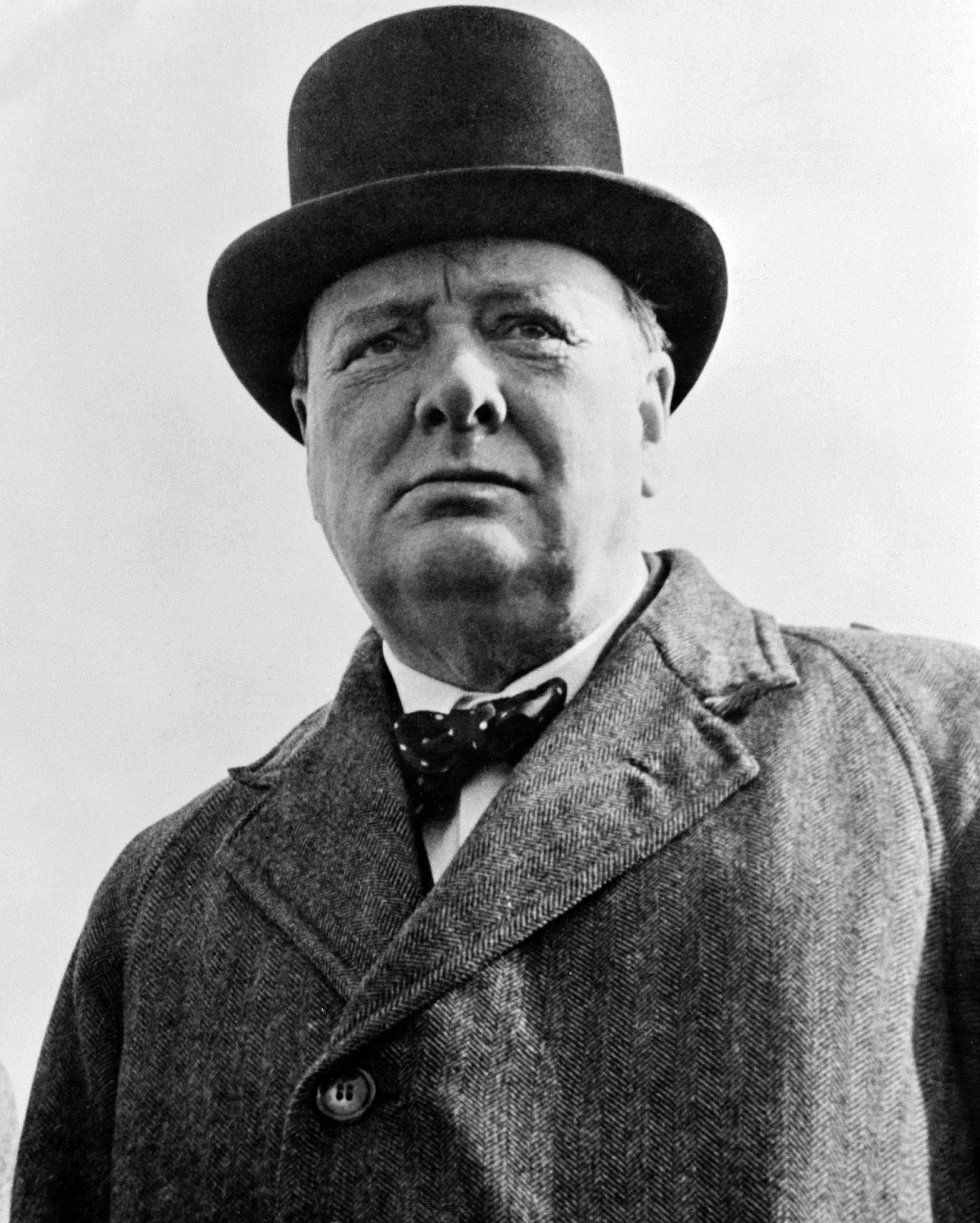
Azcárate fou rebut amb animadversió per part dels sectors més conservadors de la classe política britànica, recelosos de la Segona República Espanyola. Un dels episodis més sonats fou protagonitzat per Winston Churchill, qui refusà donar la mà al diplomàtic espanyol durant una recepció.

Després de l'esclat de la Guerra Civil espanyola, passà uns dies a París ajudant Fernando de los Ríos Urruti a reorganitzar l'ambaixada espanyola (un autèntic mercat d'ofertes d'armes, segons les seves pròpies paraules), de la que després se'n faria càrrec Álvaro de Albornoz. Renuncià al seu càrrec en la Societat de Nacions, i el 13 de setembre assumí el càrrec d'ambaixador del govern republicà a Londres, on buscà el suport del govern britànic per a la República, encara que Neville Chamberlain proclamà la no-intervenció el 1937. Des de l'ambaixada, aconseguí atenuar les simpaties que d'antuvi mostrà la societat britànica pels revoltats. Mantingué contactes constants amb els diputats dels partits simpatitzants, proporcionant-los informació i dades que pogueren ser utilitzats en les sessions del Parlament Britànic. Les seves gestions durant aquests tres anys foren constants, i sempre lamentà profundament el nul suport prestat per les autoritats britàniques als republicans espanyols, com reflectí al seu llibre Mi embajada en Londres durante la Guerra Civil Española.

#### 1936
Azcárate, que comptava amb relacions en el Foreign Office de la seva etapa com a Secretari Adjunt de la Societat de Nacions, no va ser ben rebut pels sectors més conservadors de la política britànica, especialment per Winston Churchill, que va rebutjar estrènyer la seva mà durant una recepció. Mentre, el seu fill Manuel, dirigent de les Joventuts Socialistes Unificades, va encapçalar una delegació als Estats Units, on durant dos mesos va donar a conèixer la realitat republicana espanyola.

#### 1937
Al febrer, davant la Societat de Nacions, Azcárate va considerar un error la proposta anglo-italiana, secundada per França, d'impedir l'entrada de voluntaris a Espanya. Precisament al març, va enviar al Foreign Office proves documentades de la intervenció italiana en la contesa espanyola, sol·licitant la seva presentació davant del Comitè de No-intervenció, encara que la seva proposta no va prosperar. El 12 de maig va assistir, juntament amb Julián Besteiro, que s'havia allotjat a la seva residència, a la coronació del rei Jordi VI, visita que va aprofitar Besteiro per entrevistar-se el dia anterior amb Sir Anthony Eden, Secretari d'Estat del Foreign Office, amb la finalitat de buscar una mediació en el conflicte espanyol, encara que segons Azcárate no va obtenir més que "bones paraules".
El 20 de juny, sir Frederic G. Kenyon, exdirector del Museu Britànic, va publicar a The Times les seves sospites que el patrimoni pictòric espanyol es trobés deteriorat o fins i tot a l'estranger, acusació a la qual Azcárate va respondre des de les mateixes pàgines del diari convidant Kenyon a visitar-lo. Aquest es va desplaçar a Espanya al setembre per fer les pertinents comprovacions, i va tornar a Londres confirmant el bon estat de les principals obres, i posant per a The Times en una fotografia al costat de Las Meninas, una de les obres sobre les quals circulaven més rumors.
L'1 de juliol, Azcárate va assistir a París, al costat del president de la República Juan Negrín i l'ambaixador a França, Ángel Ossorio y Gallardo, a una reunió amb Léon Blum i el nou cap del govern francès, Camille Chautemps, amb la finalitat d'aconseguir el suport francès per a la seva causa, davant el perill que suposava la intervenció de l'Alemanya nazi i la Itàlia feixista. Azcárate era amic personal del Dr. Negrín, i gaudia a París d'un important prestigi entre les personalitats polítiques franceses. Aquest tipus de reunions van ser habituals durant la Guerra Civil, i al març del mateix any havia tingut lloc una altra similar. A pesar que es va produir un principi d'acord, el seu suport no va arribar a materialitzar-se. La inestabilitat política de França va poder jugar també un important paper en aquest fet.
A la fi d'any, el seu germà Justino, que havia estat fet presoner pels revoltats a Lleó tot just començar la guerra, va ser canviat en un intercanvi de presoners per Raimundo Fernández Cuesta, i va passar també a França.

#### 1938
Durant tot l'any, a més de les gestions habituals durant el conflicte civil, es va dedicar a fer arribar informació al govern de les illes sobre els excessos comesos pel bàndol revoltat sobre la població civil, especialment les xifres de morts per bombardeigs.
Al juny, va elevar una protesta al Foreign Office a través del ministre Halifax, pels bombardeigs sobre la població civil duts a terme a Alacant (25 de maig) i Granollers (31 de maig). Halifax el va tranquil·litzar dient-li que enviaria una carta de protesta al govern de Burgos. Al juliol, fou l'encarregat de comunicar al govern britànic la decisió de Negrín d'acceptar la proposta del Foreign Office de retirar de la guerra els voluntaris estrangers de tots dos bàndols, la qual cosa afectava les Brigades Internacionals. Al final de la guerra, juntament amb molts altres intel·lectuals, el govern franquista li va retirar la seva condició de catedràtic. Aquesta depuració es va produir mitjançant Ordre Ministerial el febrer de 1939, al costat d'altres destacats catedràtics (vegeu el requadre).

#### 1939
A mitjans de febrer de 1939, va actuar com a intermediari del govern de Juan Negrín davant el govern britànic, per a una possible mediació d'aquest en l'alto el foc. Segons Chamberlain: "El Govern de Sa Majestat té el major afany per veure que la guerra acaba a Espanya sense més vessament de sang, i mantindrà relacions amb ambdues parts per si desitgen els seus serveis per reunir-les". Malgrat les negociacions entre Azcárate i el secretari de l'Exterior, el Vescomte Halifax, per intentar aconseguir unes bones condicions de retirada, la resposta de Franco -a través del duc d'Alba, representant dels revoltats a Londres- va ser taxativa i va exigir la rendició incondicional del govern de la República, per la qual cosa les negociacions van quedar trencades. En aquest sentit, diversos estudis apunten que, malgrat les inquietuds existents, el govern britànic no era conscient de les terribles represàlies que sofririen els vençuts, i no va fer valer la seva influència per evitar-ho. Finalment, el 27 de febrer de 1939, els governs de França i Gran Bretanya van fer públic el seu reconeixement del govern del general Franco, després de la qual cosa Azcárate va renunciar al càrrec d'ambaixador. El 8 de març va prendre possessió del càrrec Jacobo Fitz-James Stuart y Falcó, XVII Duc d'Alba.

### Postguerra
Davant la seva complicada situació, no va tornar a Espanya, però va continuar defensant la causa republicana. Des de l'exili a França va coordinar, com a president des del 27 de març, el Servei d'Evacuació de Refugiats Espanyols (SERE), una organització creada per Juan Negrín que tenia la funció d'ajudar els refugiats espanyols fugits del franquisme, i que tenia la seva seu a París. Gràcies a aquest servei, molts republicans van aconseguir fugir a Mèxic, Xile o Argentina. Dins de les seves activitats al SERE, Azcárate va dur a terme freqüents visites als camps de refugiats del sud de França, en una de les quals (al camp de concentració d'Argelers) va ser acompanyat pel seu fill Manuel, que descriuria el lloc com un espectacle escruixidor. Va abandonar la seva activitat en el SERE a l'octubre de 1939, substituint en el càrrec Tomás Bilbao.
En plena Segona Guerra Mundial, i a causa de l'avanç de l'exèrcit nazi sobre França, Azcárate va tornar a Londres, on va establir una important infraestructura que va permetre als exiliats desenvolupar una destacada activitat cultural. Residia a Taplow, juntament amb la seva esposa i varis dels seus fills i nets. A la Gran Bretanya també hi buscaren aixopluc dirigents republicans com Negrín, Santiago Casares Quiroga, Francisco Méndez Aspe, Manuel de Irujo i Carles Pi i Sunyer.
L'agost de 1941 va constituir l'Associació d'Exiliats Espanyols, on va desenvolupar una ingent labor, que incloïa xerrades, i dins la qual va aconseguir reunir nombrosos exiliats. Després de la Segona Guerra Mundial, va impartir cursos per a estudiants d'espanyol a la Universitat de Cambridge. En aquests cursos va compartir docència amb exiliats correligionaris seus com Margarita Comas Camps, José Castillejo Duarte, Eduardo Martínez Torner i Esteban Salazar Chapela, que van acabar els seus dies a Londres. Allí es va fer el 30 de maig de 1945 un concorregut homenatge a Pau Casals, amb discursos d'Azcárate i del mateix Casals davant ambaixadors i ministres llatinoamericans. També va col·laborar amb publicacions dels exiliats republicans, com la revista Independencia, del consell de redacció de la qual formà part. Totes aquestes activitats dugueren el règim de Franco a sotmetre'l a una estreta vigilància a través de l'ambaixador a Londres, el Duc d'Alba, qui li n'enviava freqüents informes.

### Mediació a Palestina

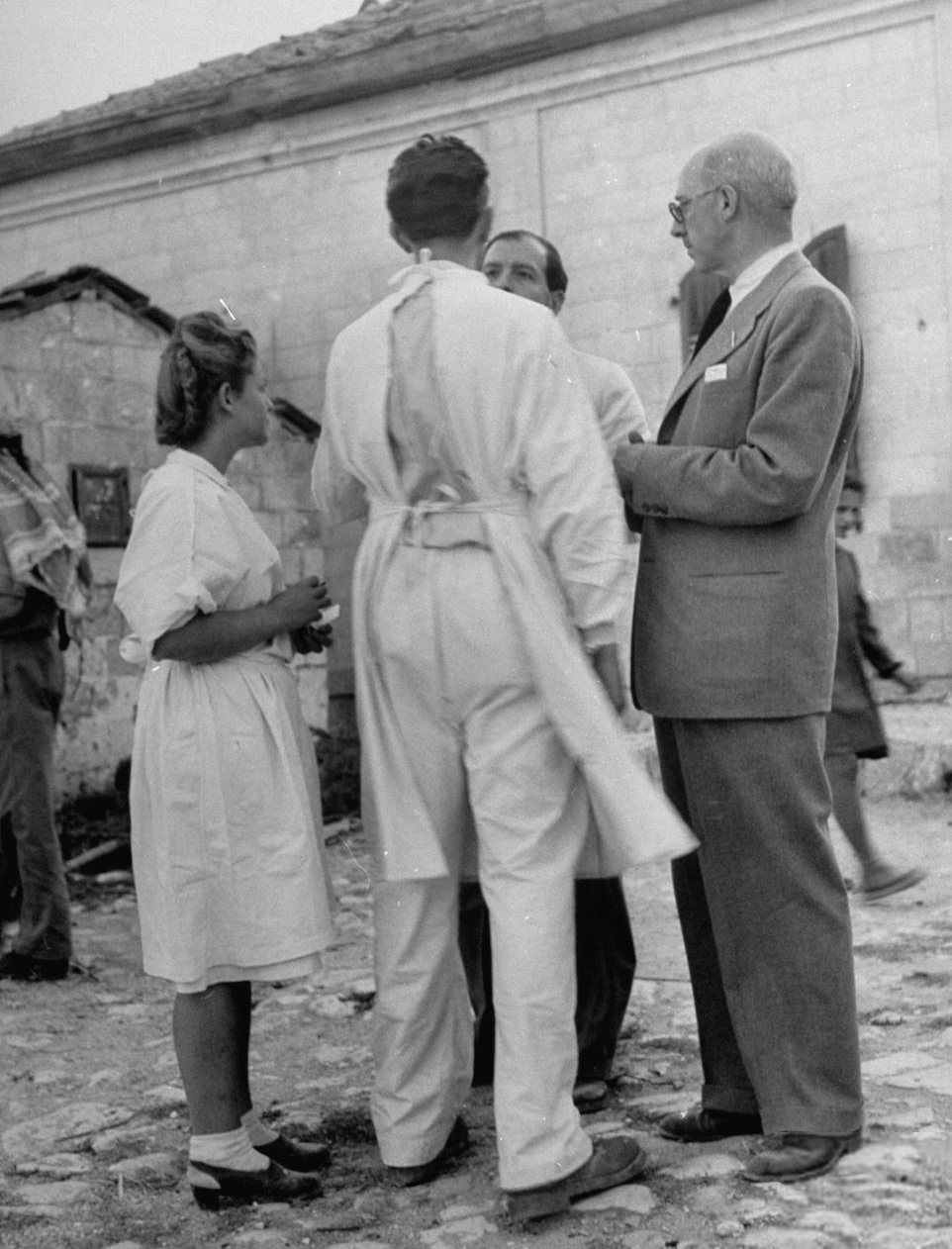
Pablo de Azcárate (dreta) de la Comissió per a la Treva de les Nacions Unides, parlant amb alguns metes i una infermera, a Jerusalem, l'1 de juny de 1948.

El 1946 va entrar a formar part de la recentment creada Organització de les Nacions Unides (ONU), com molts altres antics membres de la Secretaria de la Societat de Nacions. Dos anys després, el 1948, va ser nomenat per l'organització Secretari Adjunt al Comissionat Especial Municipal del comitè encarregat d'intervenir en la pacificació de Palestina, on finalitzava el mandat britànic, i que es trobava sumida en plena guerra civil. El càrrec de Comissionat li havia estat adjudicat a Harold Evans, un quàquer nord-americà que ho havia acceptat a condició de no assumir les seves funcions fins que s'hagués restablert la pau, per la qual cosa es va mantenir en el Caire fins que aquest moment arribés, exercint Azcárate les seves funcions.
Tot just produir-se la seva designació, el govern de Franco va comunicar als estats àrabs que Azcárate no era reconegut legítimament pel seu règim, intentant desprestigiar la figura del diplomàtic espanyol.
Arribà a Jerusalem el 2 de març de 1948, quan les forces britàniques preparaven llur evacuació del Mandat, i el 15 de maig es desencadenà la Guerra araboisraeliana de 1948. Els sis membres de la comissió encapçalada per Azcárate trobaren molt poca col·laboració dels britànics. El diplomàtic espanyol definí el barri jueu com:
| « | "...una de les aglomeracions urbanes més insalubres, tal vegada, del món" (...) "per molt dolentes que siguin les condicions actuals o futures en les quals la seva població sigui obligada a viure, mai serien pitjors o fins i tot iguals a la misèria que envoltava els seus sòrdids habitatges de la ciutat vella de Jerusalem." | » |

Mapa del Pla de l'ONU per a la partició de Palestina de 1947. Hom pot observar que Jerusalem, on fou enviat Azcárate, quedava sota control de l'ONU.

Segons l'ex oficial del Foreign Office H. Eugene Bovis, Azcárate va assumir les funcions de Comissionat Municipal amb valentia i vigor, però en aquelles circumstàncies, la seva missió era impossible. No tenia forces militars a la seva disposició amb les quals restaurar o mantenir l'ordre. Segons Bovis, la part jueva de la ciutat s'havia organitzat com a municipi abans de la sortida dels britànics, i els seus representants es van oferir per cooperar amb Azcárate. A la zona àrab no hi havia cap tipus d'organització, i quan va arribar la Legió Àrab, el seu comandant Abdullah el Tell es va negar a cooperar, al·legant que l'única autoritat existent era la militar. Llavors Azcárate es va desplaçar a Amman (Transjordània), on va intentar aconseguir la mediació del rei Abdullah I, però el monarca va objectar que no era acceptable cap tipus d'autoritat internacional a Jerusalem.
Davant la gravetat de la situació, Azcárate va enviar un telegrama urgent el 26 de maig al Secretari General de les Nacions Unides, Trygve Lie, informant-lo de les condicions en què es trobava la ciutat. Malgrat tot, fou testimoni, el 28 de maig, de la rendició de les forces de Haganà, que defensaven el barri jueu de Jerusalem, davant l'ofensiva de la Legió Àrab, episodi després del qual es va declarar una treva. Així les coses, el 4 de juny es va desplaçar al Caire i va informar Evans de la situació. Aquest, després d'una breu visita a Jerusalem amb el mediador de l'ONU Folke Bernadotte, va renunciar al seu càrrec i va tornar als Estats Units. Després d'això, el càrrec de Comissionat Especial Municipal va ser eliminat per l'organització.
De juny a desembre del mateix any, Azcárate va exercir com a representant del mediador de les Nacions Unides (primer Bernadotte, fins al seu assassinat al setembre, i després Ralph Bunche) amb Egipte i la Lliga Àrab. Després d'aquest període, va ser nomenat secretari de la Comissió de Conciliació, que va organitzar diverses reunions i dues conferències: Lausana (maig de 1949) i París (setembre de 1951), amb la finalitat d'aconseguir un acord entre palestins i israelians, però que no van conduir a cap solució. Poc després, va escriure:
| « | I el que és de desitjar, en interès dels mateixos refugiats, és que al més aviat possible es posi fi a aquesta estèril i desmoralitzadora controvèrsia. Les dues parts haurien de deixar de buscar un cap de turc i reunir els seus esforços per liquidar aquest problema dels refugiats àrabs de Palestina que, no només constitueix un perill internacional, sinó que perjudica la reputació de tots els pobles del Pròxim Orient, tant en l'ordre de l'eficàcia com en el de la humanitat. | » |

### Últims anys. Llegat
Retir a Ginebra

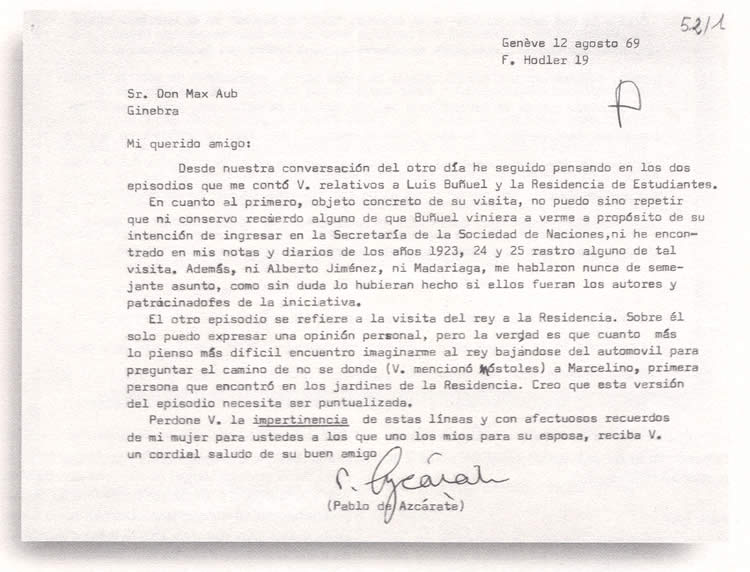
Carta mecanografiada pertanyent a la correspondència entre Azcárate i Max Aub, datada el 12 d'agost de 1969 i referent a una suposada petició de Luis Buñuel d'ingressar en la Societat de Nacions que Aub volia incloure en una biografia del cineasta. L'original es troba dipositat en la Fundació Max Aub, que gestiona el fons documental de l'escriptor.

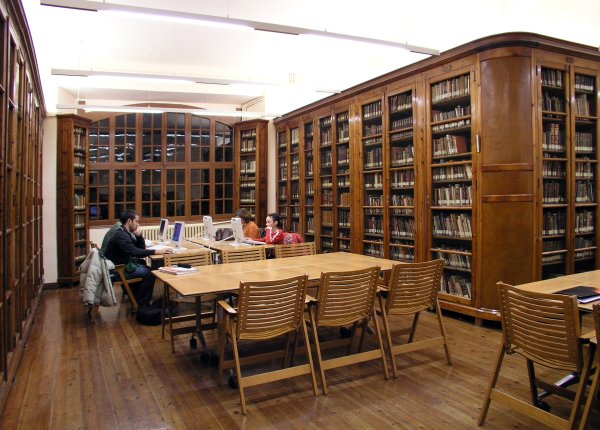
La Biblioteca Azcárate de Lleó, donada per Pablo i els seus germans a la Fundación Sierra-Pambley. La biblioteca formava part del llegat del seu oncle Gumersindo de Azcárate.

El 1952 es va jubilar de la seva carrera diplomàtica, i es va retirar a Ginebra, on va dedicar els seus últims anys a escriure sobre les seves vivències. Va alternar la seva estada a Suïssa amb visites esporàdiques a la seva casa de Versalles, on s'havia establert el seu fill Manuel Azcárate, i que va servir de refugi temporal per a altres exiliats com Juan Negrín, Blas de Otero o Julián Grimau. El 22 de febrer de 1959, va participar a Cotlliure en l'acte d'homenatge amb motiu del 20º aniversari de la mort d'Antonio Machado, on va pronunciar un discurs sobre la figura del poeta.
Dins de la seva obra literària en aquesta època cal destacar Wellington y España, publicat el 1960, escrit després d'estudiar minuciosament els despatxos del duc de Wellington durant la Guerra del Francès, amb el que desmunta la versió del militar britànic sobre el protagonisme dels exèrcits espanyols a la Batalla de Talavera de 1809. Però potser la seva obra més rellevant, per la seva importància històrica, va ser Misión en Palestina: nacimiento del Estado de Israel, publicat en espanyol i en anglès (el 1966, com Mission in Palestine, 1948-1952), basat en la seva experiència com a mediador i utilitzat com a referència en bona quantitat de llibres posteriors al·lusius al conflicte àrab-israelià. Missió a Palestina va ser publicat a Espanya el 1968 per l'editora Tecnos, creada per Enrique Tierno Galván, i dins de la seva sèrie de Relacions Internacionals dirigida per Antonio Truyol y Serra. Segons va publicar el diari ABC de Madrid en la seva presentació, L'atzarosa experiència viscuda durant quatre anys, de difícil negociació i de riscos, sobre el territori de Palestina és relatada [per Azcárate] amb una equanimitat i un luxe de detalls sense precedents.
El 1968 donà el fons documental "Gumersindo de Azcárate" a la Institución Libre de Enseñanza, i poc abans de morir també ho va fer amb el fons "Sanz del Río". Actualment aquests fons són gestionats per la Fundación Francisco Giner de los Ríos.
Llegat
Pablo de Azcárate va morir a Ginebra el desembre de 1971, als 81 anys. El seu fill Manuel Azcárate va ser dirigent del Partit Comunista d'Espanya (PCE) fins a 1981. Manuel va publicar el 1994 el llibre Derrotas y esperanzas (Tusquets Editors, Premi Comillas 1994) en el que va donar a conèixer part dels diaris escrits pel seu pare, i a través d'ell es van conèixer episodis històrics inèdits, com l'oferiment de Juan Negrín a Franco, a la tardor de 1939, d'una important quantitat de béns dels quals encara disposava el govern republicà a canvi d'una amnistia per als refugiats que sobrevivien en terribles condicions als camps de concentració del sud de França, opció que va ser rebutjada per Franco.
El 21 d'octubre de 1987, i després de rebre a Ginebra la Medalla Nansen de l'Alt Comissionat de les Nacions Unides per als Refugiats, el rei Joan Carles I d'Espanya va recordar en el seu discurs la gran contribució de Salvador de Madariaga i Pablo de Azcárate amb l'organització.
En els anys 2000, l'Ajuntament de Lleó li concedí un carrer, situat al barri modern d'Eras de Renueva.
Els seus arxius particulars han estat utilitzats com a referència i es consideren d'un gran valor documental. En 2009, el Ministeri de Cultura d'Espanya va adquirir 225 carpetes amb retalls de premsa de diversos països que formaven part del Servei d'Informació Diplomàtica d'Espanya del que va ser director.

## Obra
L'obra literària d'Azcárate comprèn traduccions de clàssics com John Stuart Mill i Robert Filmer, anotacions personals i altres publicacions. A partir de les seves vivències en els àmbits de la docència, la política i la diplomàcia va publicar els següents llibres i assaigs:
- El régimen parroquial en Inglaterra (1912)[59]
- La intervención administrativa del Estado en los ferrocarriles (1917)[59]
- La guerra y los servicios públicos de carácter industrial (1921)[59]
- La Liga de las Naciones y las minorías nacionales (1944)[59]
- Spain: past and future (1945)[60]
- Memoria sobre Los "Vaughan Papers" (1957)[61]
- La intervención nazi-fascista en la guerra de España (1957)[62]
- La guerra hispano-americana (1960)[59]
- Wellington y España (1960)[59]
- Mission in Palestine, 1948-1952 (1966)[61]
- La cuestión universitaria: epistolario de Francisco Giner de los Ríos (1967)[61]
- La guerra del 98 (1968)[61]
- Misión en Palestina: nacimiento del Estado de Israel (1968)[61]
- Gumersindo de Azcárate, estudio biográfico documental (1969)[61]
- Sanz del Río (1814-1896) (1969)[61]
- Tres rincones del siglo XIX leonés (1971)[63]
- Mi embajada en Londres durante la Guerra Civil Española (1976)[n. 3][61]
- En defensa de la República (2010, editat per Ángel Viñas)[64]